# Omikron Persei
Omikron Persei (ο Per, Atik) – gwiazda w gwiazdozbiorze Perseusza, znajdująca się w odległości około 1120 lat świetlnych od Słońca.

## Nazwa
Gwiazda nosi tradycyjną nazwę Atik, która wywodzi się od arabskiego ‏العاتق‎ al-ʿātiq, co oznacza „ramię”. Międzynarodowa Unia Astronomiczna zatwierdziła użycie nazwy Atik dla określenia tej gwiazdy.

## Charakterystyka
Jest to gwiazda spektroskopowo podwójna, której składniki obiegają wspólny środek masy w okresie 4,419171 doby. Obie gwiazdy są gorące i reprezentują typ widmowy B, przy czym jaśniejsza z nich to błękitny olbrzym, a słabsza jest gwiazdą ciągu głównego. Składniki mają łączną jasność równą około 82 000 jasności Słońca, z czego na jaśniejszy i słabszy składnik przypada odpowiednio około 75 000 i 7500 jasności Słońca. Wraz z innymi danymi obserwacyjnymi sugeruje to masy równe 17 i 8 mas Słońca. Ten obraz stoi w sprzeczności z analizą orbit składników, która pozwala wyznaczyć niższe masy: 10 i 7 M☉ i promienie gwiazd, równe 7,6 i 4 promienie Słońca. Przyczyną rozbieżności jest zapewne bardzo duża odległość gwiazdy, która nie jest wyznaczona z dobrą dokładnością.
Gwiazdy są na tyle blisko, że ich wzajemne oddziaływanie grawitacyjne deformuje je w kształt elipsoidalny. Jaśniejszy składnik A ma wielkość obserwowaną 3,91m, składnik B ma wielkość 6,68m; dzieli je odległość około 1 sekundy kątowej (pomiar z 2009 r). W przyszłości masywniejszy składnik eksploduje jako supernowa, mniej masywny natomiast odrzuci otoczkę, pozostawiając po sobie białego karła o dużej masie. Atik nie wchodzi w skład asocjacji Perseusz OB2.